# Stratiomys nigerrima
Stratiomys nigerrima är en tvåvingeart som först beskrevs av Szilady 1941.  Stratiomys nigerrima ingår i släktet Stratiomys och familjen vapenflugor.
Artens utbredningsområde är Turkiet. Inga underarter finns listade i Catalogue of Life.